# 해리 카니
해리 카니(영어: Harry Carney, 1910년 4월 10일 ~ 1974년 10월 8일)는 듀크 엘링턴 오케스트라의 단원으로 40년 이상을 보낸 미국의 재즈 색소폰 연주자이자 클라리넷 연주자였다. 그는 다양한 악기를 연주했지만 주로 바리톤 색소폰을 사용했고, 재즈에서 악기에 중요한 영향을 미쳤다.

## 어린 시절
카니는 1910년 4월 1일 매사추세츠주 보스턴에서 태어났다. 보스턴에서, 그는 미래의 밴드 동료 조니 호지스와 가깝게 자랐다. 카니는 7살에 피아노를 연주하는 것으로 시작했고, 14살에 클라리넷으로 이사했고, 1년 후 알토 색소폰을 추가했다. 그는 처음에 보스턴의 클럽에서 프로로 뛰었다.
카니의 연주에 초기 영향을 끼친 사람들로는 버스터 베일리, 시드니 베쳇, 그리고 돈 머레이가 있다. 카니는 또한 바리톤 색소폰 연주를 위해 "콜먼 호킨스와 같은 상위 명부와 에이드리언 롤리니와 같은 하위 명부를 만들기 위해 노력했다"고 보고했다.

## 경력
17살에 뉴욕에서 다양한 공연을 한 후, 카니는 1927년 보스턴에서 열린 듀크 엘링턴 밴드의 공연에 초대되었다. 그는 곧 그해 10월 첫 세션과 함께 엘링턴과도 녹음했다. 엘링턴 밴드에서 자신의 입지를 굳힌 그는 그 밴드와 평생을 함께 했다. 그 밴드는 연말에 뉴욕의 코튼 클럽에서 실습 생활을 시작했다.
1928년 엘링턴이 더 많은 인원을 추가한 후, 카니의 주요 악기는 바리톤 색소폰이 되었다. 그는 1940년대 중반 비밥이 등장하기 전까지 재즈에서 바리톤의 지배적인 존재였고, 악기에 심각한 경쟁자는 없었다. 엘링턴 밴드의 전반적인 사운드 내에서 카니의 바리톤은 종종 악기의 명백한 낮은 피칭 위에 있는 하모니의 일부를 연주하기 위해 사용되었고, 이것은 밴드의 사운드의 질감을 변화시켰다.
1938년 1월, 카니는 카네기 홀에서 베니 굿먼의 밴드와 함께 연주하도록 초대받았다. 이 행사의 녹음은 《The Famous 1938 Carnegie Hall Jazz Concert》로 발표되었다. 카니는 또한 1944년경에 베이스 클라리넷을 시작했다. 그는 "〈Rockin' in Rhythm〉을 공동 작곡했으며, 보통 이 곡에 대해 거품이 일고 있는 클라리넷 솔로를 실행하는 데 책임이 있었다"라고 말했다.
1957년, 카니는 피아니스트 빌리 테일러가 이끄는 밴드의 일원으로 음반 《Taylor Made Jazz》를 녹음했다.

## 사망
1974년 듀크 엘링턴이 사망한 후, 카니는 "듀크가 없으면 나는 살 것이 없다"고 말했다. 카니의 마지막 녹음은 음반 《Continuum》을 위해 머서 엘링턴의 지도 아래 있었을 것이다. 엘링턴이 죽은 지 4개월 후, 카니도 1974년 10월 8일 뉴욕에서 사망했다.